# Musique auvergnate
Sous-genres
Musette
Genres associés
musique folk
La musique auvergnate est l'expression musicale de l'Auvergne ainsi que d'autres hauts pays voisins tels que l'Aubrac, la Margeride, le Velay ou la Montagne limousine. On distingue plusieurs genres dans la musique auvergnate : les chants traditionnels, la musique à danser, la musique savante, et la musique actuelle inspirée par la tradition.

## Les origines
La musique en Auvergne est une tradition très ancienne qui a donné une poésie de grande qualité. Elle est connue depuis le XIIIe siècle avec les troubadours dont le plus grand nombre était originaire d'Auvergne et du Limousin. Cette poésie est indissociable du dialecte auvergnat.
On trouve aussi un immense répertoire de chansons en français, essentiellement des complaintes, mais aussi des airs de danse, ou des chants de quête de la période de Pâques, dits "Réveillez".

## Musique à danser
La danse la plus célèbre est la bourrée. Remise deux fois au goût du jour, d'abord au XIXe siècle avec le revivalisme de la schola cantorum, ensuite dans les années 1970 lors de la vague folk, cette musique de tradition orale avait été collectée par des ethnologues et des musiciens, notée puis mise sur bandes audio; ce qui a permis à de nombreux groupes actuels d'enrichir leur répertoire.
Les instruments les plus typiques de cette musique sont d'abord la vielle à roue, les cornemuses (parmi elles la cabrette), à partir du XVIIIe siècle le violon (joué par les violoneux et dont il existe une forte tradition), au XXe siècle l'accordéon diatonique, avec certains instruments issus des fanfares (saxophones, clarinettes, fifres...), et actuellement toutes les ressources des instruments électroniques, des guitares, des percussions....
La bourrée auvergnate à trois temps (ou montagnarde), décrite en 1655 par Esprit Fléchier puis en 1848 par Jean-Baptiste Bouillet, est une danse assez libre qui se pratique le plus souvent à quatre danseurs dans le Cantal, la Haute-Loire et le sud du Massif Central, et le plus souvent à deux dans le Puy-de-Dome et en Limousin[réf. nécessaire]. Elle se différencie de la bourrée droite (bourrée dite à deux temps, plus répandue dans le Bourbonnais et le Berry) entre autres par son rythme à trois temps.
On danse aussi dans le répertoire traditionnel auvergnat des danses de couple plus récentes comme la valse ou la scottish.

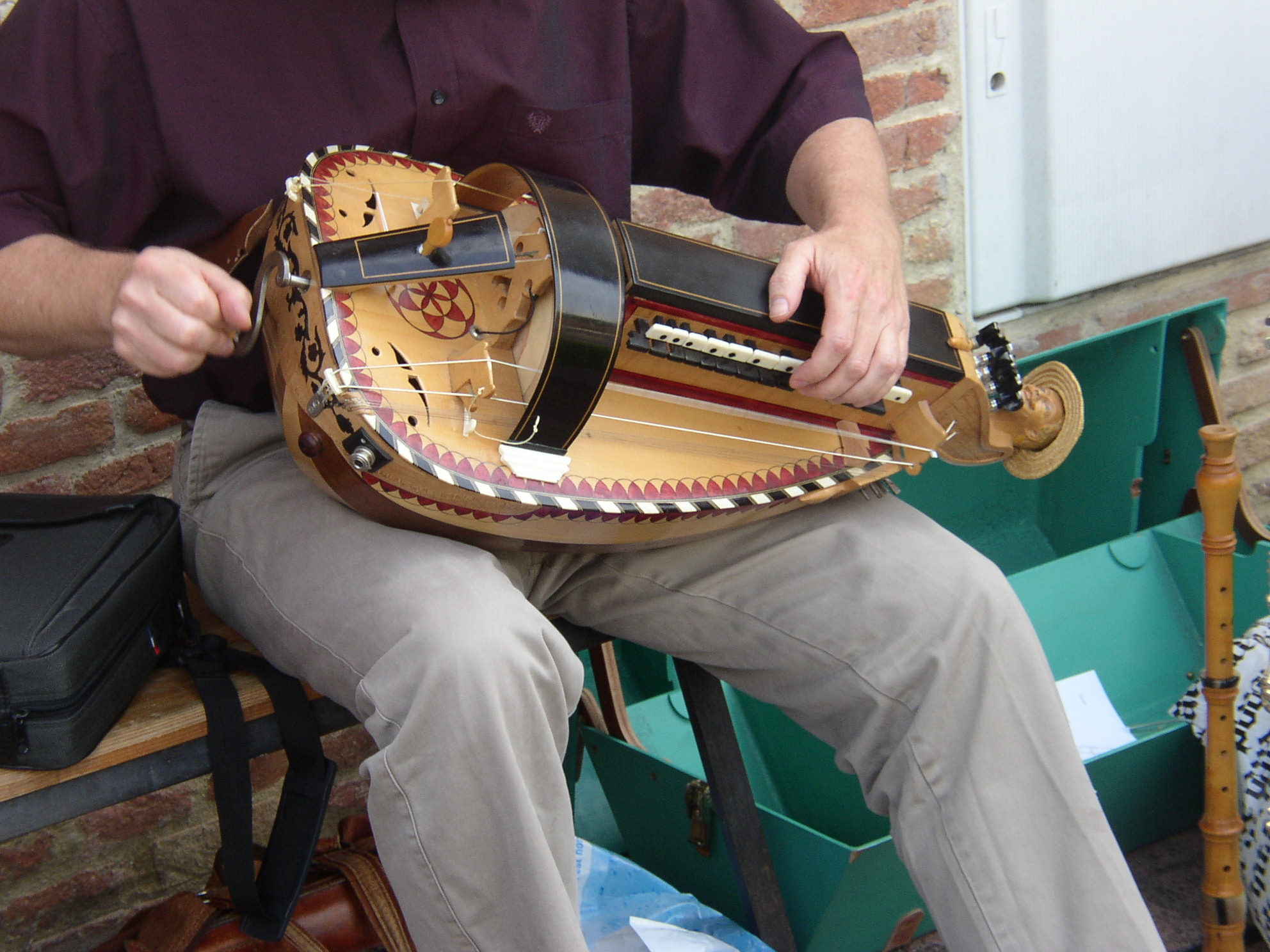
Vielle à roue
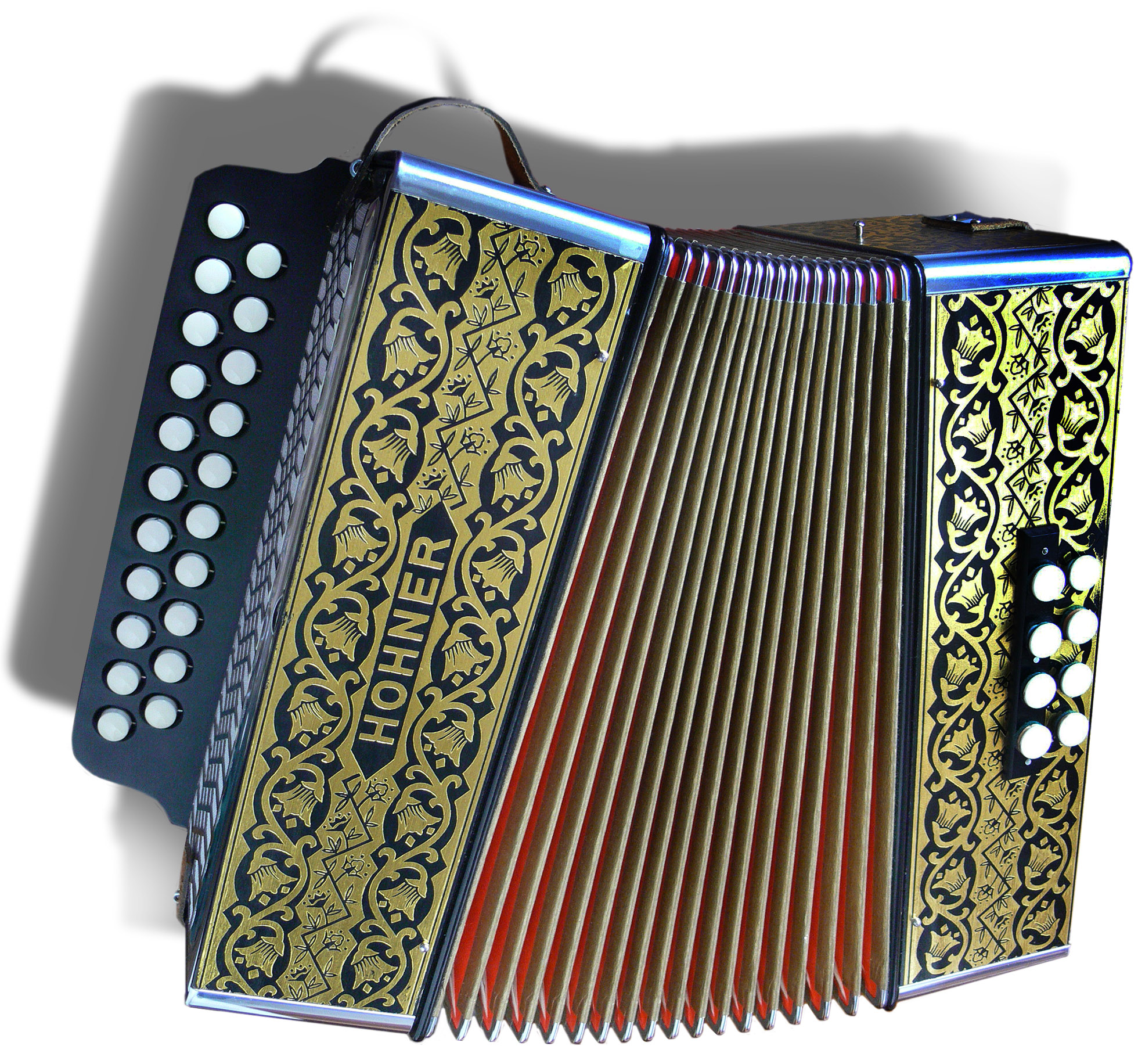
Accordéon diatonique
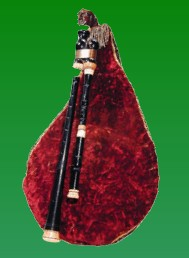
Cabrette
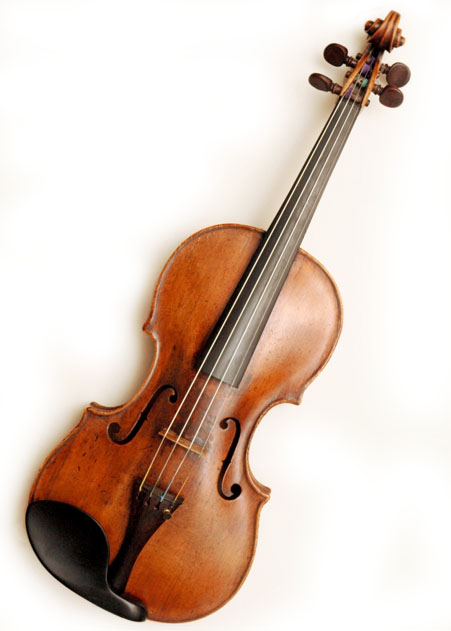
Violon

## Le creuset parisien

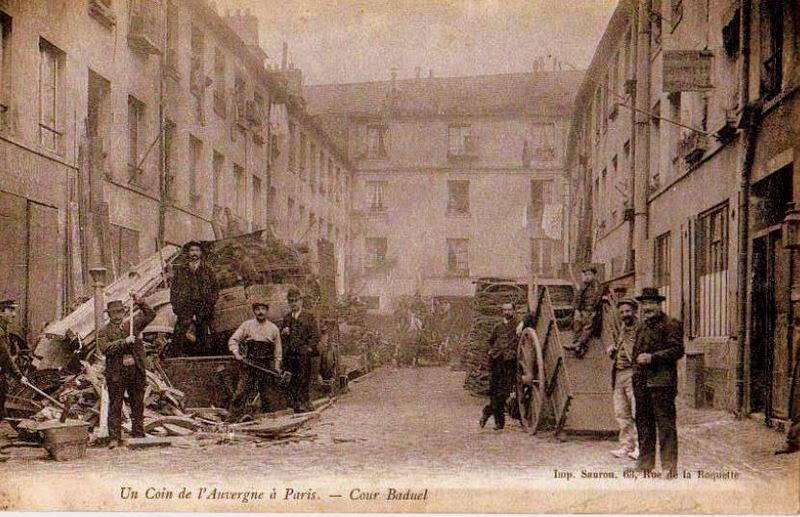
Ferrailleurs auvergnats à Paris

L’immigration auvergnate à Paris a commencé dès le XIVe siècle mais c’est dans la première moitié du XIXe siècle qu’elle prend une grande ampleur grâce à l’arrivée du train dans le Massif central. Les Auvergnats envahissent Paris et se regroupent  dans certains cartiers de la capitale, on les appelle les «Bougnats». Selon le « pays » d’où ils venaient, ils faisaient un métier déterminé : vallée de la Jordanne : chaudronnier, vallée du Mars : ferrailleur, Châtaigneraie et nord de l’Aubrac : brasserie.  Les porteurs d’eau sont très nombreux, ils vont finir par occuper le domaine de tout ce qui se boit (brasserie, production, consommation). Tout ce peuple de travailleurs aimait se retrouver pour évoquer le « pays » et danser sur les airs de leur région. Le « bal auvergnat » se développe mais il reste d’abord restreint à la communauté auvergnate. Les Auvergnats se retrouvent plusieurs fois par an dans des banquets, d’abord par canton et ensuite par activité professionnelle. Ces banquets peuvent réunir plusieurs centaines de personnes. On y danse en tapant du pied pour donner du rythme (un parquet ne durait pas plus d’un an et demi). Dans ces ambiances bruyantes on éprouva rapidement la nécessité d’avoir un instrument qui s’entende bien au milieu de l’assemblée, ce fut la cabrette. Il s’agit d’une cornemuse qui, comme la musette, se gonfle avec un soufflet. Ses harmoniques sont riches, le son puissant et sa tonalité lui permet d’être très audible même dans une ambiance bruyante. Son système d’anches autorise une grande quantité de variations et d’ornementations. On compte à l’époque 200 joueurs professionnels ce qui correspond à un vivier d’environ 2000 joueurs amateurs. Elle devient rapidement le porte-drapeau de la communauté auvergnate .
C’est la guerre de 1870 qui fait basculer cette musique hors du milieu auvergnat. Après la guerre, la musique à la mode doit changer, le tout-Paris choisit alors de venir danser chez les Auvergnats. 

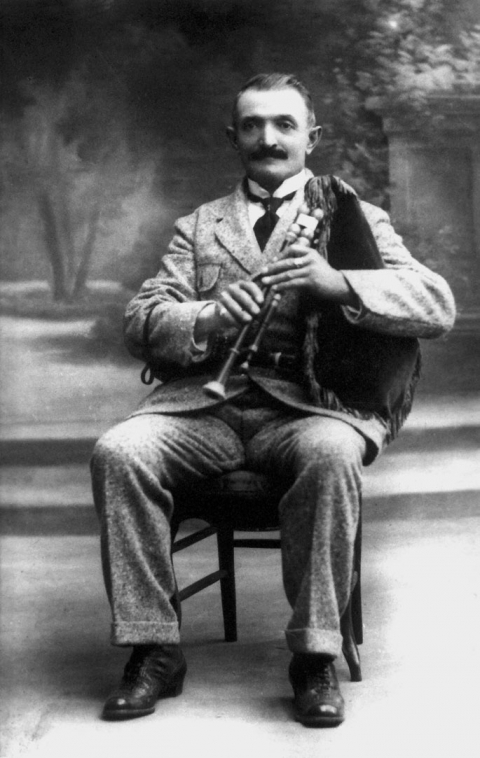
Antoine Bouscatel

À Paris, la musique auvergnate est d’abord une musique de marge. On retrouve les bals auvergnats dans la rue de Lappe et les rues environnantes comme la rue au Maire. Ces rues des faubourgs étaient à la maitrise des Auvergnats car il s’agissait à l’origine de cartiers de bidonvilles, d’entrepôts, de ferrailleurs, de dépôts de vin ; s’y installer ne coutait pas cher. On a compté plus de 200 bals auvergnats dans Paris : le bal Grosgnier, le bal du Petit Jardin, le  bal Vernet, le bal Servières, chez Martin, l’As de Cœur, le Ça Gaze, le bal Auvert, la Java des Abattoirs, au Tango du Chat, la Boulle Rouge, le bal Bousca (13 rue de Lappe). Ce dernier était très connu car Bouscatel était une grande vedette de la cabrette, l’instrument branché de l’époque,. 
Antoine Bouscatel, est né dans les années 1860 dans la vallée de la Jordanne. Ce fils naturel est d’abord berger. Enfant, il s’amuse à jouer avec un pinet, une clarinette en sureau de sa fabrication, puis il y ajoute une vessie de porc pour faire une "peiteirolle" sorte de cornemuse rudimentaire. Après avoir acheté une cabrette il commence à avoir une petite réputation dans son pays et après son mariage vers 1880 il part à Paris. À cette époque à Paris, la cabrette est devenue l’instrument le plus populaire,  cela fait déjà près de 40 ans que le bal « à la musette » a du succès. Tout Paris venait danser dans les bals musette tenus par les Auvergnats dans le quartier de la Roquette à Bastille. Ceux-ci se tenaient dans les arrière-salles de cafés ; la rue de Lappe comportait encore entre les deux guerres environ dix-sept bals musette principalement tenus par des Auvergnats.
Antonin Bouscatel fut un cabretaïre brillant réputé pour la richesse des ornements qu’il plaçait dans son jeu. Sa musique à la fois maitrisée et domestiquée apparait malgré tout sauvage et puissante.  Il finit par ouvrir un bal musette rue de la Huchette et le journal La Veillée d'Auvergne le consacre "prince des cabretaïres". 
Pour entretenir  la mythologie du joueur de cabrette il aura l’opportunisme d’utiliser l’industrie du disque. Il fait des disques de musique auvergnate destinés à être vendus à la communauté auvergnate exactement comme les "ethnics records" de New York… 

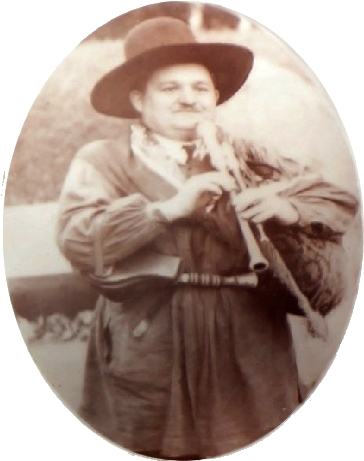
Martin Cayla

Le musicien Martin Cayla est le premier à avoir l’idée d’enregistrer cette musique pour la vendre. Il crée les « Disques du Soleil » et enregistre sur 78 tours les premiers airs auvergnats joués à la cabrette. Comme le marché est porteur, il finit par enregistrer des centaines de disques 78 tours, d’abord avec des petits orchestres puis des grands. Toutes les stars de la musique auvergnate sont signées. Il a également l’habileté de déposer à la SACEM les airs qu’il enregistre, ce qui lui permet d’encaisser une redevance chaque fois qu’un musicien joue des airs traditionnels.  C’est à cette période qu’apparaissent les standards de la musique auvergnate. Ces enregistrements retournent alors dans les campagnes du Massif central et servent de modèle. La musique traditionnelle auvergnate qui jusqu’alors se transmettait de façon orale et variait beaucoup connait un phénomène de cristallisation et de standardisation du répertoire.
L’accordéon était déjà rentré dans les bals musette vers 1886 mais rue de Lappe on restait extrêmement rétif. Ce serait Bouscatel qui, le premier, aurait associé sa cabrette avec l’accordéon de Charles Péguri. La musique auvergnate, d’abord musque des campagnes jouée en ville devient une musique urbaine, sensible aux influences étrangères. Si tout le milieu auvergnat tire à vue sur les accordéons italiens, la poussée de la demande des danseurs est irrésistible. Bouscatel n’a jamais fait de résistance et a contribué à la création du couple mythique accordéon et cabrette.
Dans les bals musette on danse la bourrée puis toutes les autres musiques nouvelles : valse, polka, scottish, mazurka, java, fox-trot... Avec l’évolution du musette, la cabrette devient démodée. Il n’y a plus que dans les bals strictement auvergnats qu’on l’entend encore. De bals des familles, les bals musette deviennent aussi le rendez-vous des « canailles » et de la prostitution. Les musiciens de ces bals gagnent en une soirée ce que d’autres gagnent en un mois. Bouscatel finit par laisser la place à plus fort que lui dans ce milieu. Il se reclasse dans le style folklorique et meurt seul dans les années 40.
Cette musique où le folklore et le musette se côtoient intimement connaitra des heures de gloire jusque dans les années 60. Jean Ségurel en fut une des plus grandes vedettes mais aussi Robert Monédière, Louis Rispal ou Tonin Troupel. Aujourd’hui encore il reste dans le Massif central et ailleurs, des amateurs de ce genre musical. De nombreux musiciens comme Sylvie Pullès, dite "La reine d’Auvergne", continuent cette tradition avec succès.

## La musique auvergnate savante

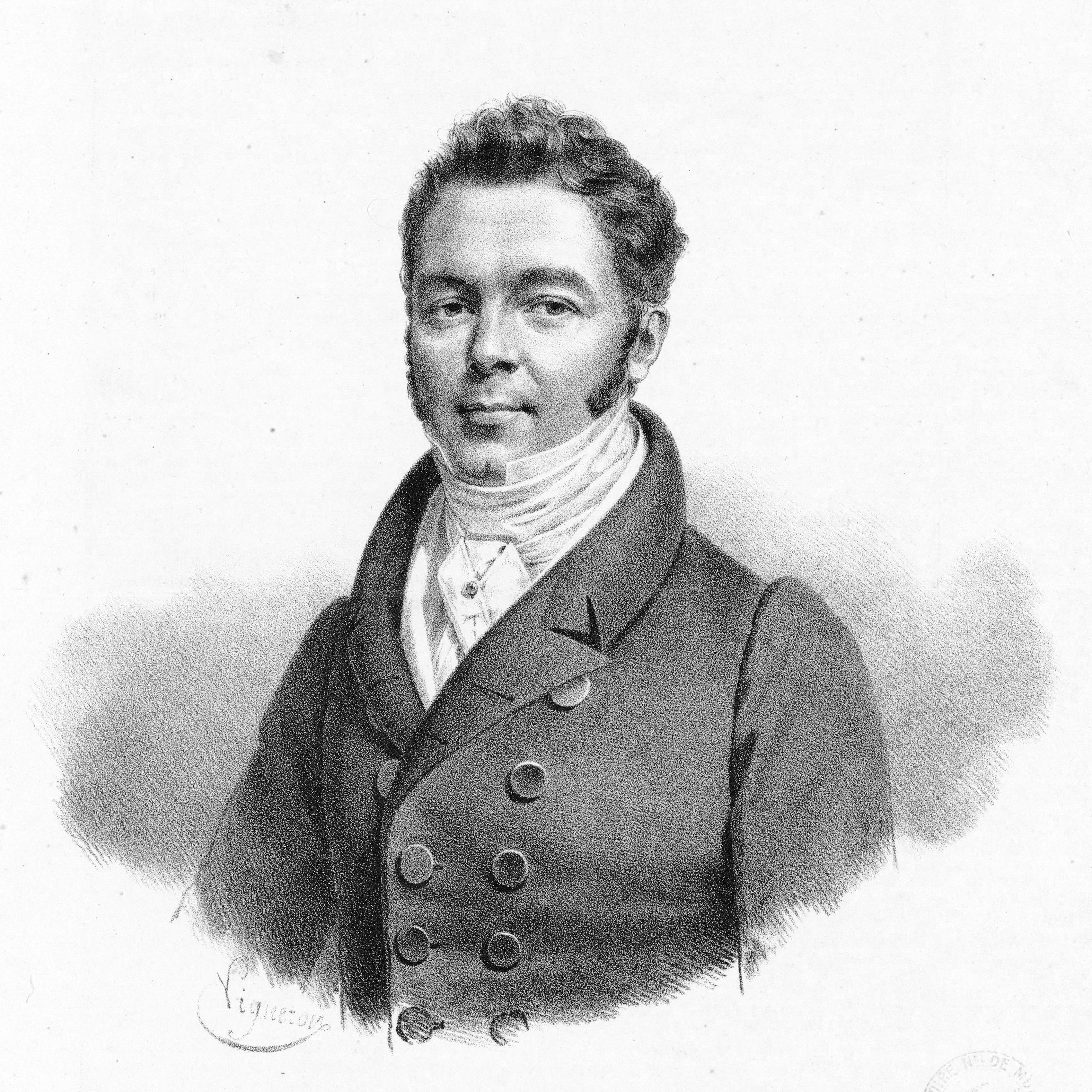
George Onslow

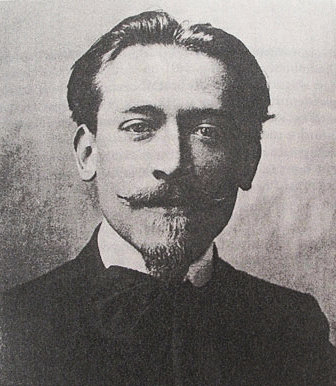
Joseph Canteloube

Deux compositeurs tiennent une place marquante pour la musique auvergnate : George Onslow et Joseph Canteloube.

George Onslow (1784-1853) n'a jamais quitté l'Auvergne. Il a utilisé d'authentiques montagnardes d'Auvergne dans ses trois Quatuors Opus 10. 

Joseph Canteloube (1879-1957) a collecté, harmonisé, et orchestré le recueil Chants d'Auvergne dans les années 1920. Ces chants traditionnels font partie du répertoire classique et ont été enregistrés par de nombreux chanteurs, telle la soprano Madeleine Grey qui les crée en 1926, les barytons Gérard Souzay puis Bernard Boucheix en 1966 et 2007, Victoria de Los Angeles en 1973, Kiri Te Kanawa en 1983, Frederica von Stade en 1985...

Au  XIXe siècle, on trouve dans les œuvres d'Emmanuel Chabrier, des compositions vocales comme Les plus jolies chansons du pays de France, chansons du folklore arrangées (1888) ou Ballade des gros dindons ; Villanelle des petits canards ; Pastorale des cochons roses..., chansons de la basse-cour (1889)
Plusieurs compositeurs de musique classique sont nés et, après avoir vécu en Auvergne, se sont établis à Paris. C'est le cas d'Antoine Lhoyer, d'Emmanuel Chabrier, de François George Hainl, d'André Messager, d'Antoine-François Marmontel, de Roger Désormières, d'André Gannes, de Daniel Meier et de François-Bernard Mâche. Seuls quelques-uns sont originaires d’Auvergne et y ont établi leur activité , c’est le cas d’Henri Thévenin (né à Vichy), Gilles Raynal (né à Saint-Flour), et Baudime Jam (né à Clermont-Ferrand).

## Un patrimoine retrouvé
Des associations dévouées à la musique traditionnelle en Auvergne assurent le renouveau de cette musique en menant de front  plusieurs actions. Elles assurent le collectage des musiques auprès des "anciens", organisent des bals, des soirées ou des stages. Elles diffusent cette musique dans les établissements scolaires et assurent son enseignement dans des écoles spécialisées. 
L'AMTA (Agence des Musiques des Territoires d'Auvergne) est une association régionale conventionnée avec le ministère de la Culture et de la Communication, le conseil régional d'Auvergne et la ville de Riom. Elle a pour mission la recherche et le collectage de la musique, sa mise en réseau, son enseignement, sa diffusion, sa promotion et la création d’œuvres nouvelles.

## La musique auvergnate contemporaine
Qu’il s’agisse de revisiter des airs traditionnels ou de compositions récentes, chacun des artistes conjugue connaissance et respect de ce qui l’a précédé tout en incarnant le temps présent, s’inscrivant ainsi dans la continuité d’une tradition vivante. En Auvergne, une scène particulièrement vivace se développe dans les années 1990 par le biais d'associations comme Les Brayauds  et autour de musiciens emblématiques comme Patrick Bouffard, André Ricros, Alain Gibert ou François Breugnot qui ont amené les musiques traditionnelles d'Auvergne vers des formes contemporaines et métissées.
Aujourd'hui, une intense pratique de la musique à danser donne vie à de très nombreux groupes associant timbres et rythmes issus de la tradition orale à des inspirations plus récentes. Certains vont puiser dans d'autres esthétiques musicales pour alimenter leur démarche, parmi lesquels on peut citer la Compagnie L'Auvergne Imaginée, composée d'artistes familiers du free-jazz et des musiques improvisées, le collectif La Nòvia qui s'intéresse autant aux musiques traditionnelles qu'aux musiques expérimentales, ou encore le groupe Super Parquet qui jette un pont entre l'électro psychédélique et la bourrée.